# Джон Горн (тенісист)
Джон Горн (англ. John Horn; 6 листопада 1931 — 26 серпня 2001) — колишній британський тенісист.
Здобув 24 одиночні титули.
Найвищим досягненням на турнірах Великого шолома було 3 коло в одиночному та змішаному парному розрядах.
Завершив кар'єру 1958 року.

## Юніорські фінали турнірів Великого шолома

### Одиночний розряд: 2 (1–1)
| Результат | Рік  | Турнір               | Покриття | Суперник            | Рахунок  |
| --------- | ---- | -------------------- | -------- | ------------------- | -------- |
| Поразка   | 1949 | Вімблдонський турнір | Трава    | Стаффан Стоккенберґ | 2–6, 1–6 |
| Перемога  | 1950 | Вімблдонський турнір | Трава    | Камель Мубарек      | 6–0, 6–2 |